# Santeria

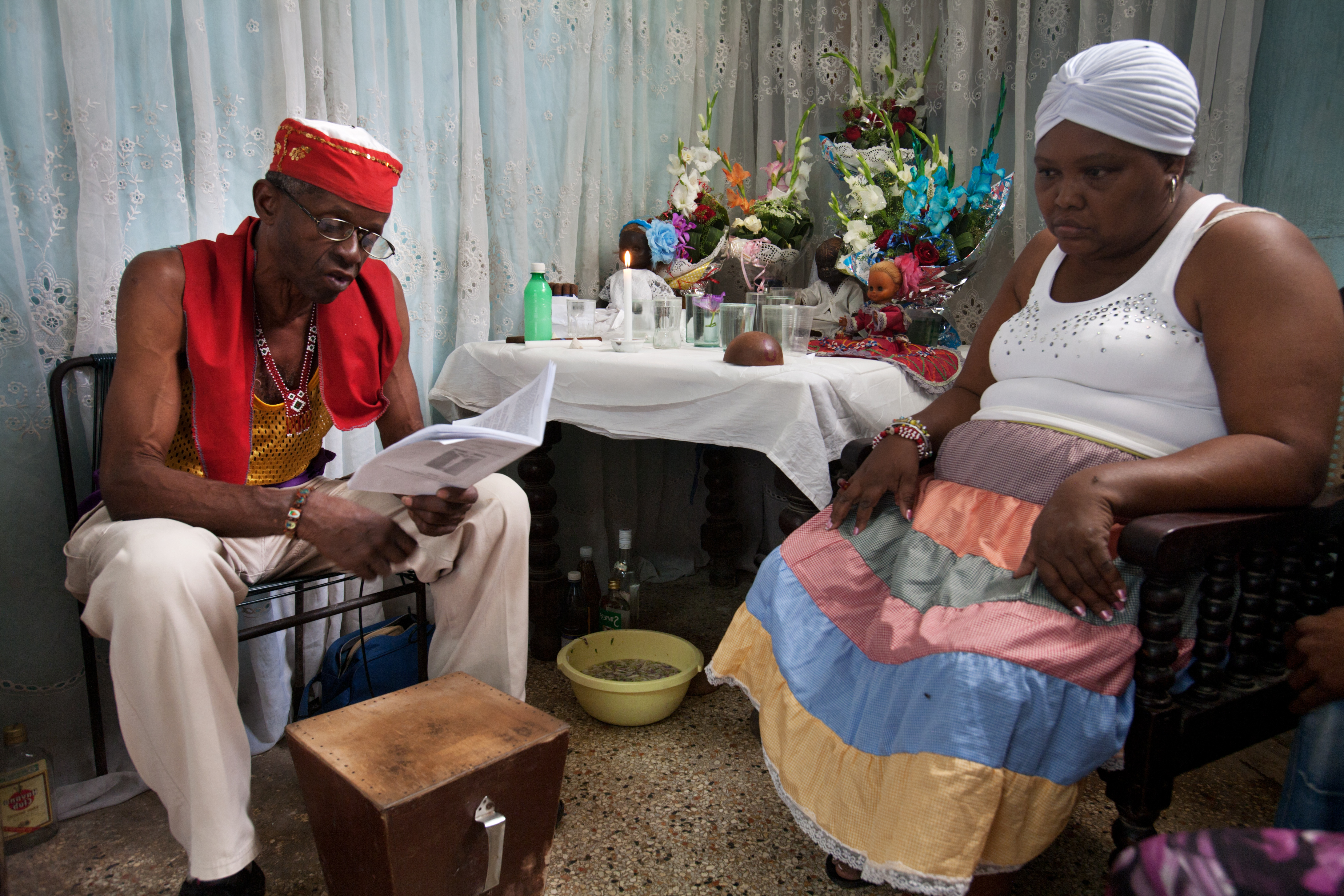
Ritual de santeria realitzada a Cuba.

La Santeria, és un conjunt de creences religioses que fusionen la religió catòlica amb la religió tradicional ioruba.

## Ubicació
Practicada pels antics esclaus negres i els seus descendents d'avui a Cuba, Puerto Rico, República Dominicana, Panamà, Veneçuela, Brasil i llocs amb una gran població hispana als Estats Units d'Amèrica (Florida, Nova York, San Francisco, Los Angeles i San Diego).
Actualment la religió té presència també a Espanya, Mèxic, Països Baixos, Alemanya i altres països en els quals hi ha un nombre considerable d'immigrants cubans. A Veneçuela, a la regió de Caracas, és on es concentra la major quantitat de santeros al país, però també n'hi ha a Cumanà, Caracas, Coro, Ciutat Bolívar i Puerto Ayacucho

## Similituds entre creences
Degut a la presència d'esclaus iorubes a Brasil, hi ha molta similitud entre la santeria dels països de parla hispana i el candomblé del Brasil. Les diferències es deuen als sincretismes entre els déus africans i els sants catòlics. Així doncs, Santa Bàrbara és Xangó en la santeria de Puerto Rico i Cuba, i Sant Pere és Yansán, en el candomblé brasiler.

## Etimologia
El mot "santeria", fou utilitzat pels colons europeus, de manera despectiva, per a burlar-se de l'aparent devoció excessiva, que mostraven els seguidors de la santeria, pels sants en detriment de Déu.
Els amos cristians no permetien que els seus esclaus practiquessin les seves diverses creences animistes de l'Àfrica Occidental. Els esclaus van trobar una manera de burlar aquesta prohibició, i van concloure que els sants cristians no eren sinó manifestacions dels seus propis déus. Els amos van pensar que els seus esclaus s'havien convertit en bons cristians i resaven als sants, però en realitat estaven seguint les seves creences tradicionals.
En alguns països, el terme santeria continua sent despectiu. Els practicants prefereixen utilitzar uns altres noms, com ara lukumi (a causa de la seva salutació oluku mi: ‘amic meu’) o Regla d'Osha.
Algunes vegades els practicants de la santeria prefereixen ser coneguts per les societats secretes a les quals pertanyen, per exemple: Abakwá a Cuba, Amics de Sant Llàtzer a Puerto Rico.
Aquesta paraula ha anat proliferant arreu del món, però el seu significat original es el segúent: "Els santers són aquelles persones que treballen i confeccionen les imatges dels sants catòlics."

## Història
Quan van colonitzar Amèrica i atès que els europeus no permetien d'adorar els seus déus als esclaus que venien de l'Àfrica, ells van identificar els seus déus amb els sants cristians, d'aquesta manera els podien continuar adorant sense que els amos s'adonessin. La santeria apareix ja definida en les creences occidentals de Cuba en el segle xix.

## La religió
La santeria creu en una força o Déu universal del qual prové tot el que és creat, anomenat Olodumare. L'energia d'Olodumare és Ashé. Després hi ha els orishàs, que són deïtats que governen diversos aspectes del món. Els orishàs, a més a més, vetllen perquè cada mortal compleixi el destí que té marcat des del seu naixement.
La identificació dels orishàs amb els sants més coneguts té raons molt simples, que es relacionen amb l'aspecte o les accions dels sants:
- Eleguà, el sant nen; es fa referència al Sant Nen d'Atocha.
- Santa Bàrbera, que en la mitologia cristiana és representada amb vestimentes vermelles i espasa, és Xangó, la deïtat de les tempestes i el tro.
- Ogun, que maneja el ferro, déu de la guerra i les armes, és el mític Sant Jordi, vencedor del drac en la iconografia cristiana.
- Agayú té el seu equivalent en Sant Cristòfol, que per als creients cristians és el déu del volcà de la força bruta, el poder de la terra el foc * Inle, el metge, és l'Sant Rafael, l'arcàngel que cura i sana.
- La Verge de Regla és Yemayà, deessa de la maternitat i de la mar.
- Oshun, deessa dels rius, és la Verge de la Caritat del Cobre, ella és l'ama de l'amor, de l'or, creadora dels diners, de la bellesa, la més bella de les orishàs, ama de la mel, Patrona de Cuba.

La santeria té una jerarquia sacerdotal. Tor i que es consideren l'Oshà i la Ifà branques separades, els màxims sacerdots de la santeria o regla d'Oshà-Ifà són els babalawos babalaos, sacerdots d'Ifà i el seu profeta Orunmila. Després hi hauria els Babaloshas i Iyaloshas, que són Santeros amb fillols consagrats. Els iyalorishas i babalorishas, santeros que no tenen fillols. Els iyawos, Ssnteros en el seu primer any de consagrats, i per acabar els Aleyos, que són creients però que encara no han estat consagrats.
Tots ells són santeros, iniciats mitjançant rituals específics, el primer dels quals és un ritual de purificació i el lliurament de cinc collars que representen Shangó, Obbatalà, Yemayà, Oshun i eleguà o rebent els orishàs guerrers, que són Eleguà, Oggun, Oshosi i Ozun, que són sants consagrats en otanes [pedres]
Els pilars fonamentals de la religió es basen en el culte als ancestres morts(egguns) i en el coneixement que hi ha un Déu únic (Oloddumare) que es relaciona amb els éssers humans a través d'extensions d'aquest, que també són divines, les quals els yorubes van denominar orishàs. Per aquestes característiques hom considera que és una religió monolatrista.
L'ebbó o sacrifici per a aconseguir resoldre problemes d'índole econòmica, problemes de salut o d'estabilitat espiritual, és present en la religió, i en l'endevinació a través dels tres oracles que componen la religió, l'oracle d'Ifà (utilitzat pels Babalawos), l'oracle del Diloggún (cargols) utilitzat pels santeros i l'oracle del Biagué (coco), utilitzat indistintament per ambdós. El sacrifici poden ser plantes, llavors, metals, animals o uns altres productes provinents de la natura, ja que la religió té un caràcter neopagà.